# Enllaç termosònic

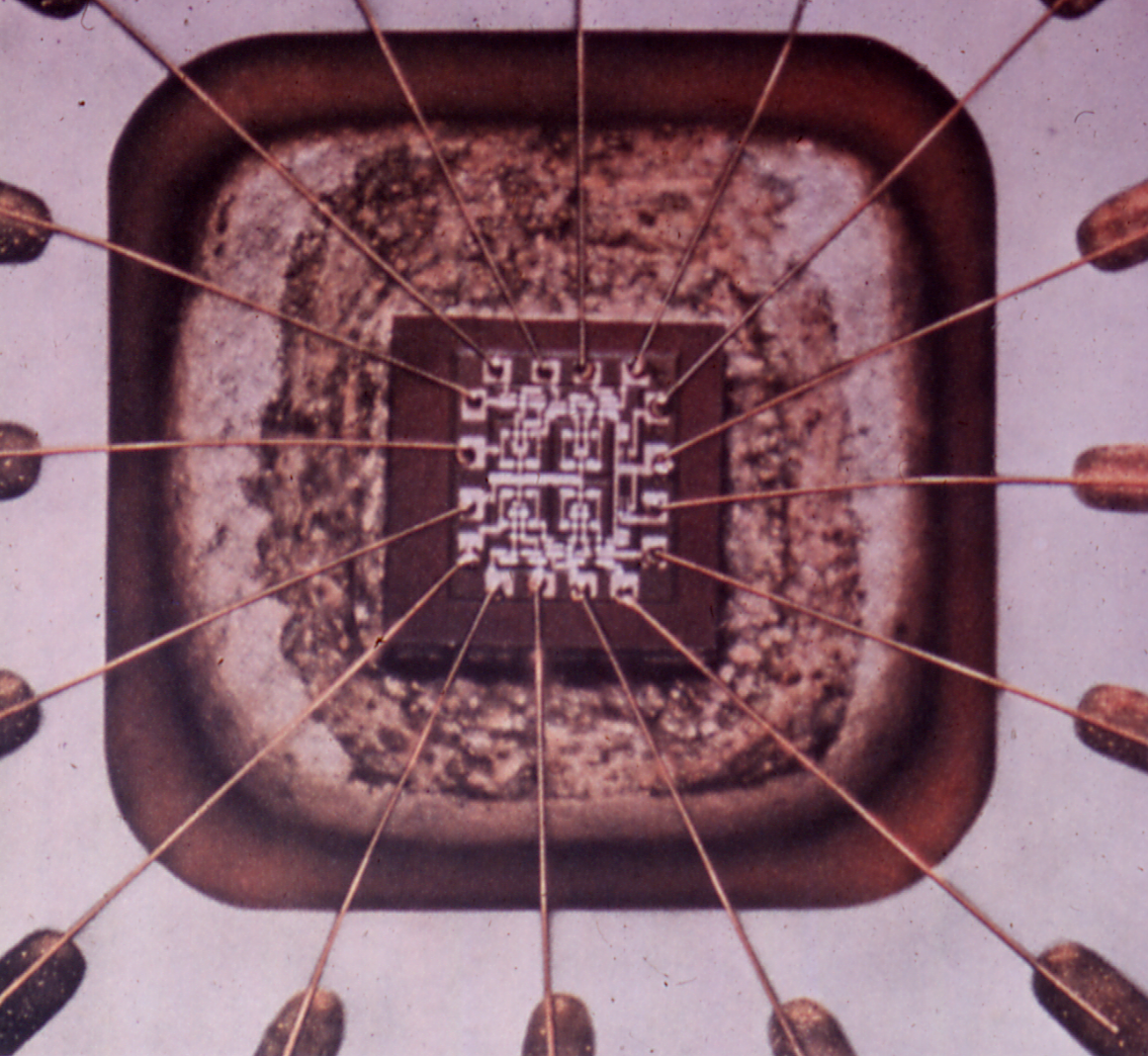
Cables connectats a un circuit integrat de silici mitjançant unió termosònica.

L'enllaç termosònic s'utilitza àmpliament per connectar circuits integrats de silici a ordinadors. Alexander Coucoulas va ser nomenat "Pare de la unió termosònica" per George Harman, la màxima autoritat mundial en unió de filferro, on va fer referència a les publicacions d'avantguarda de Coucoulas al seu llibre, Wire Bonding In Microelectronics. A causa de la ben provada fiabilitat dels enllaços termosònics, s'utilitza àmpliament per connectar les unitats centrals de processament (CPU), que són circuits integrats de silici encapsulat que serveixen com a "cervells" dels ordinadors actuals.
Un enllaç termosònic es forma mitjançant un conjunt de paràmetres que inclouen les energies ultrasòniques, tèrmiques i mecàniques (força). Una màquina d'enllaç termosònic inclou un transductor de tipus magnetostrictiu o piezoelèctric que s'utilitza per convertir l'energia elèctrica en moviment vibratori que es coneix com a piezoelectricitat. El moviment vibratori viatja al llarg del sistema d'acoblament, una part que es redueix per servir com a transformador de velocitat. El transformador de velocitat amplifica el moviment oscil·latori i el lliura a una punta d'enllaç escalfada. S'assembla a un enllaç de fricció, ja que la introducció d'energia ultrasònica (mitjançant una eina d'unió connectada verticalment a un transformador ultrasònic o una banya) proporciona simultàniament una força i un moviment vibratori o de fregat als punts de contacte interfacial entre un cable deformant preescalfat, filferro i els coixinets metal·litzats d'un circuit integrat de silici. A més del lliurament d'energia tèrmica, la transmissió d'energia vibratòria ultrasònica crea un efecte de suavització ultrasònic en interactuar al nivell de la xarxa atòmica del cable de plom preescalfat. Aquests dos efectes suavitzants faciliten dràsticament la deformació del cable de plom formant l'àrea de contacte desitjable mitjançant temperatures i forces relativament baixes. Com a resultat de l'acció de fricció i el suavització ultrasònica induïda al cable de plom preescalfat durant el cicle d'unió, es pot utilitzar l'enllaç termosònic per unir de manera fiable cables de plom d'alt punt de fusió (com l'or i l'alumini i el coure de baix cost) mitjançant paràmetres d'enllaç relativament baixos. Això garanteix que el fràgil i costós xip del circuit integrat de silici no estigui exposat a condicions potencialment perjudicials per haver d'utilitzar paràmetres d'unió més alts (energia ultrasònica, temperatures o forces mecàniques) per deformar el cable conductor per formar l'àrea de contacte necessària durant el procés d'enllaç.